# Karsten Honhold
Karsten Honhold (* 28. Januar 1947 in Timmendorfer Strand) ist ein ehemaliger deutscher Boxer.

## Leben
Als Amateur wurde der für den BC 59 Travemünde boxende Honhold 1969 in West-Berlin und 1971 in Kiel deutscher Vizemeister. Er kam auf insgesamt 167 Amateurkämpfe. Im Mai 1972 bestritt der von Harry Kneipp als Trainer betreute Honhold seinen ersten Kampf als Berufsboxer. Der als Landwirt mit Hof bei Travemünde tätige Honhold trat im Mai 1975 im Kampf um die deutsche Meisterschaft im Halbschwergewicht gegen Leo Kakolewicz an, verlor in Ludwigshafen aber durch K. o. in der achten Runde. Anfang Oktober 1976 stand Honhold erneut Kakolewicz im Ring gegenüber. Der Kampf um die deutsche Meisterschaft wurde in einem Zelt auf dem Hamburger Heiligengeistfeld ausgetragen, Honhold musste den Kampf in der neunten Runde aufgeben und erklärte anschließend, dass es an der Zeit sei, seine Boxlaufbahn einzustellen. Rund ein Jahr später bestritt Honhold wieder einen Kampf, ehe er im Februar 1978 erneut um die deutsche Meisterschaft im Halbschwergewicht kämpfte. In Kiel traf er auf Karl-Heinz Klein und ging zweimal zu Boden, der Kampf wurde in der dritten Runde abgebrochen. Seinen letzten Kampf als Berufsboxer bestritt Honhold im Mai 1978.
Als Trainer betreute Honhold seinen Sohn Christian.